# Josef Lokvenc
Josef Lokvenc est un joueur d'échecs autrichien né le 1er mai 1899 à Vienne et mort le 2 avril 1974 à Sankt Pölten.

## Biographie et carrière
Lokvenc a représenté l'Autriche lors de dix olympiades officielles (marquant 68,5 points en 125 parties de 1927 à 1931 et de 1952 à 1962) ainsi que de lors de l'olympiade d'échecs officieuse de 1936 à Munich.
Après l'annexion de l'Autriche par l'Allemagne en 1938, il fut deuxième du championnat de la Grande Allemagne en 1939 et vainqueur du championnat de la Grande Allemagne en août 1943 à Vienne. En 1940, il finit quatrième du tournoi de Cracovie, Krynica-Zdrój et Varsovie (premier tournoi du Gouvernement général de Pologne), puis il remporta la quatrième édition du tournoi du gouvernement général à Krynica en décembre 1943.
Après la Seconde Guerre mondiale, il reçut le titre de maître international en 1951 et remporta deux fois le championnat d'Autriche d'échecs (en 1951 et 1953).